# Tiefenbach (Alto Palatinato)
Tiefenbach è un comune tedesco di 2 137 abitanti, situato nel land della Baviera.